# 關內車站
關內車站（日语：／ Kannai eki */?）是位於神奈川縣橫濱市中區，屬於東日本旅客鐵道（JR東日本）和橫濱市交通局（橫濱市營地下鐵）的鐵路車站。

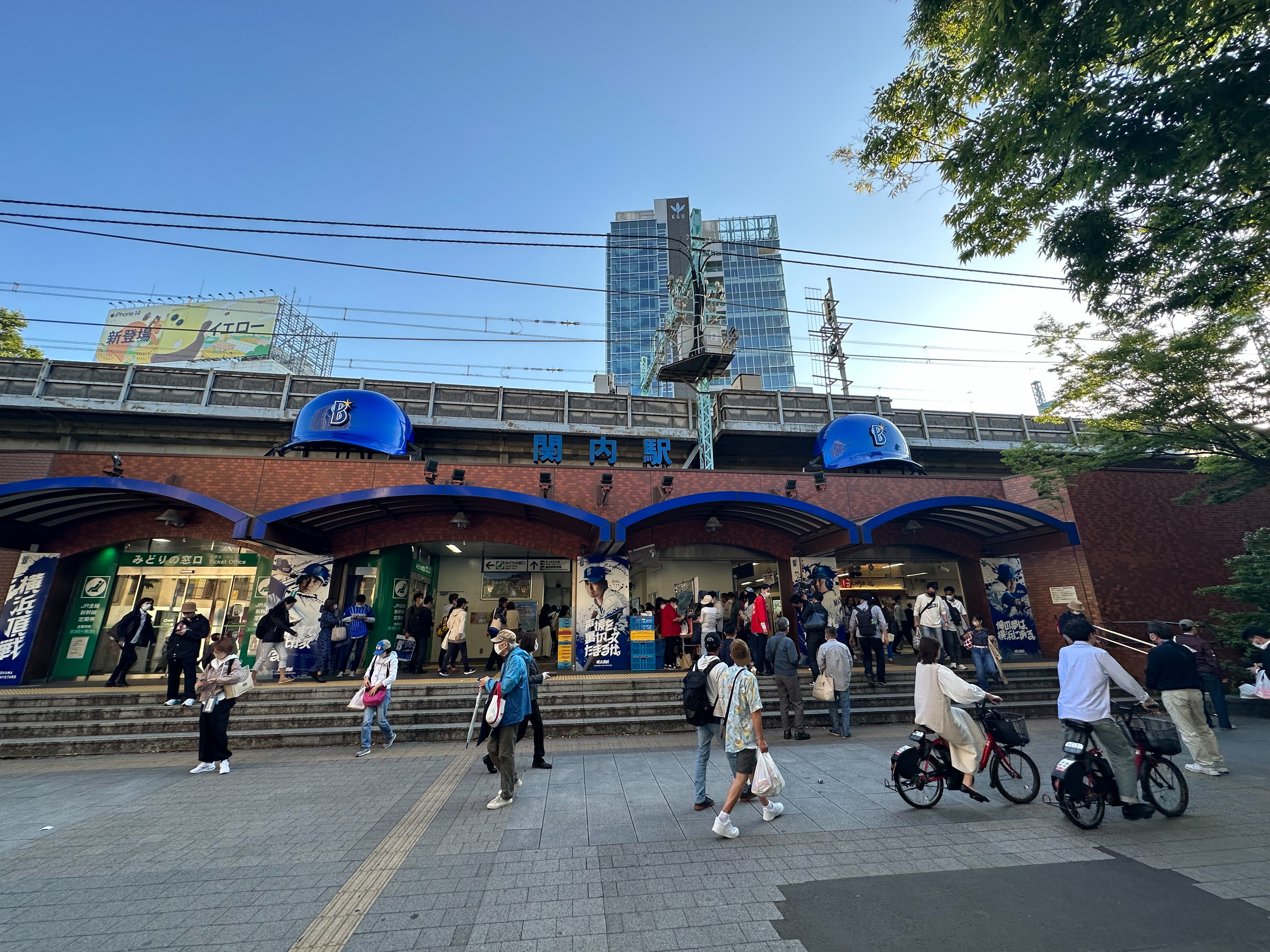
南口(2023年5月)

## 停靠路線
此站有JR東日本的根岸線與橫濱市營地下鐵的藍線（1號線、3號線）停靠，各路線都設有車站編號。
- JR東日本： 根岸線 - 車站編號「JK 10」
- 橫濱市交通局： 橫濱市營地下鐵藍線 - 車站編號「B17」

地下鐵1號線與3號線以此站為界進行直通運行，在運行上視為同條路線，合稱藍線。
JR東日本車站依據特定都區市內屬於「橫濱市內」。

## 歷史

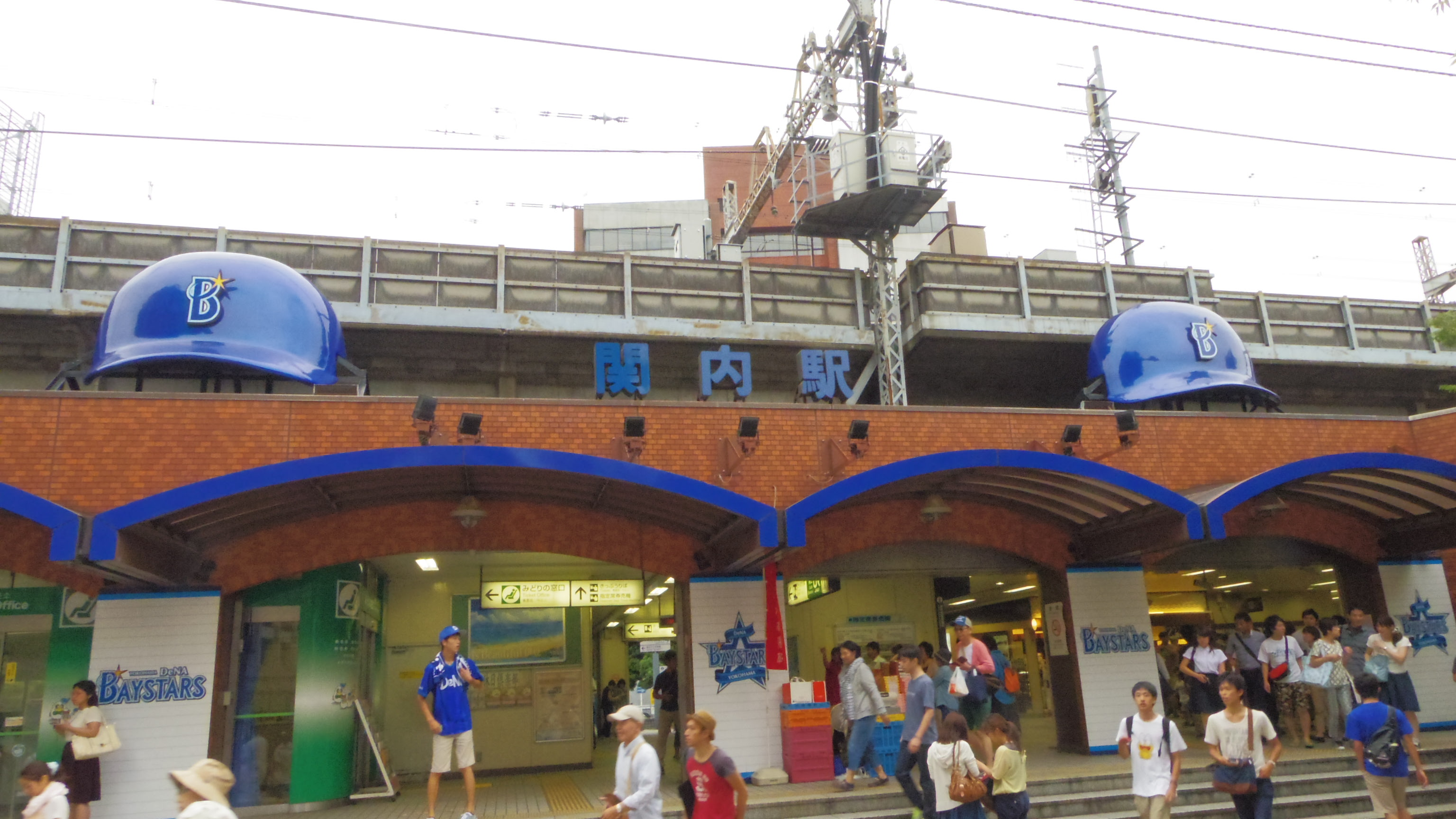
南口。由於是橫濱DeNA海灣之星主場的最近車站，站體上有海灣之星安全帽的裝飾。（ 2015年8月27日）

- 1964年（昭和39年）5月19日：國鐵根岸線櫻木町～磯子間開通，國鐵關內站開業。
- 1976年（昭和51年）9月4日：橫濱市營地下鐵伊勢佐木長者町～橫濱間開通，地下鐵關內站開業。
- 1987年（昭和62年）4月1日：國鐵分割民營化，國鐵車站由JR東日本接收。
- 2001年（平成13年）11月18日：JR東日本導入IC卡「Suica」。
- 2007年（平成19年）
  - 3月18日：橫濱市營地下鐵導入IC卡「PASMO」。
  - 5月26日：橫濱市營地下鐵車站啟用月台門。
- 2011年（平成23年）
  - 6月2日：JR東日本發車音樂改為「橫濱海灣之星」球團歌《熱き星たちよ》至球季最後一場比賽日為止。
- 2012年（平成24年）
  - 4月3日：JR東日本發車音樂再次改為《熱き星たちよ》至球季最後一場比賽日為止[1]。橫濱市營地下鐵月台同步導入[2]。
  - 5月1日：橫濱市營地下鐵啟用無線網路服務docomo Wi-Fi（日语：docomo Wi-Fi）。
- 2013年（平成25年）3月29日：JR東日本發車音樂正式改為《熱き星たちよ》[3]。
- 2015年（平成27年）7月18日：橫濱市營地下鐵改點，成為新設的快速停車站。
- 2017年（平成29年）4月23日：JR東日本北口新剪票口啟用[4]。

## 車站構造
兩路線車站距離100公尺左右。JR東日本車站在港町一丁目，橫濱市營地下鐵車站在尾上町三丁目。

### JR東日本
本站為對向式月台2面2線的高架車站。石川町方向高架下有南口，櫻木町方向高架下有北口。受限於車站用地與構造，站內沒有電梯，僅南口有電扶梯（除了平日早晨時段的南向電扶梯，其他全日僅往上運轉）。北口再整備計畫在北口增設電梯與電扶梯。月台位於彎道上，司機視線受限，因此月台中段設有站務室，全日有站員駐守。
南口設有綠色窗口。北口設有指定席售票機。南口與北口兩方皆有自動售票機、自動驗票閘門、自動精算機。北口剪票口外有LET'S KIOSK關內2號店與とBECK'S COFFEE SHOP關內店，南口有崎陽軒攤位與ほんのり屋。
2013年2月更新ATOS廣播。更新前的站名重音在「かんない」（與「東京」相同），更新後與橫濱市營地下鐵統一為「かんない」（與「京都」相同）。
2011年10月19日，橫濱市發表關內站北口再整備計畫，站房往南口方向移動約35公尺，新設兩座電梯。空出的空間將改作廣場，站內新設保育所。本工程是第一個適用「形成計畫事業」的國土交通省鐵道車站綜合改善事業，事業主體為『JR關內站北口整備協議會』。2014年度動工，2017年4月23日啟用新剪票口。
2015年，站房工程在本站地下發現「派大岡川」護岸遺跡。

#### 月台配置
| 月台 | 路線   | 方向 | 目的地                   | 備註            |
| ---- | ------ | ---- | ------------------------ | --------------- |
| 1    | 根岸線 | 下行 | 石川町、磯子、大船方向   |                 |
| 2    | 根岸線 | 上行 | 橫濱、東京、大宮方向     | 直通 京濱東北線 |
| 2    | 橫濱線 | -    | 新橫濱、町田、八王子方向 | 只限早晩運行    |

（來源：JR東日本:車站構內圖 （页面存档备份，存于））

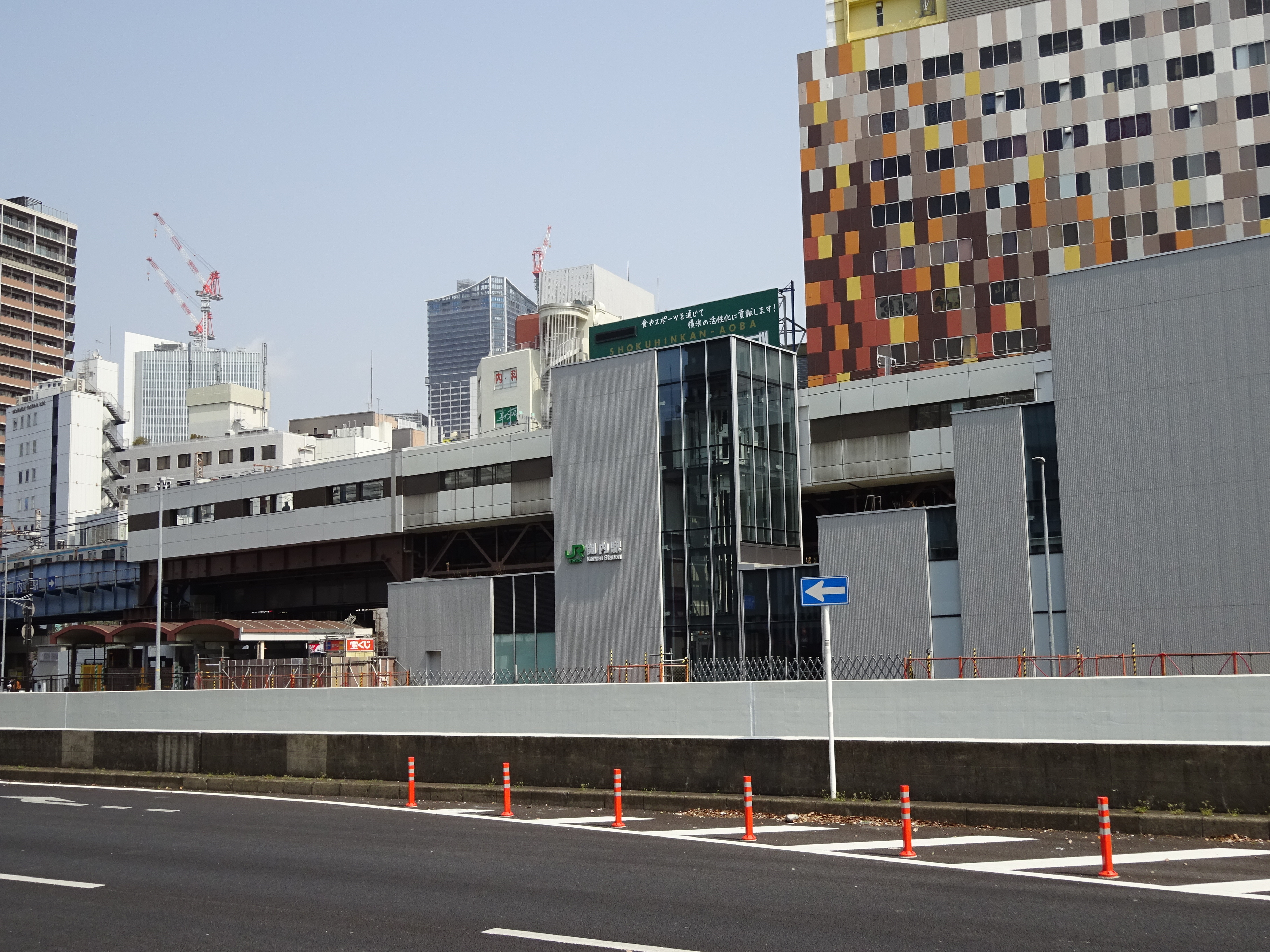
北口（新橫濱通側，2019年4月）
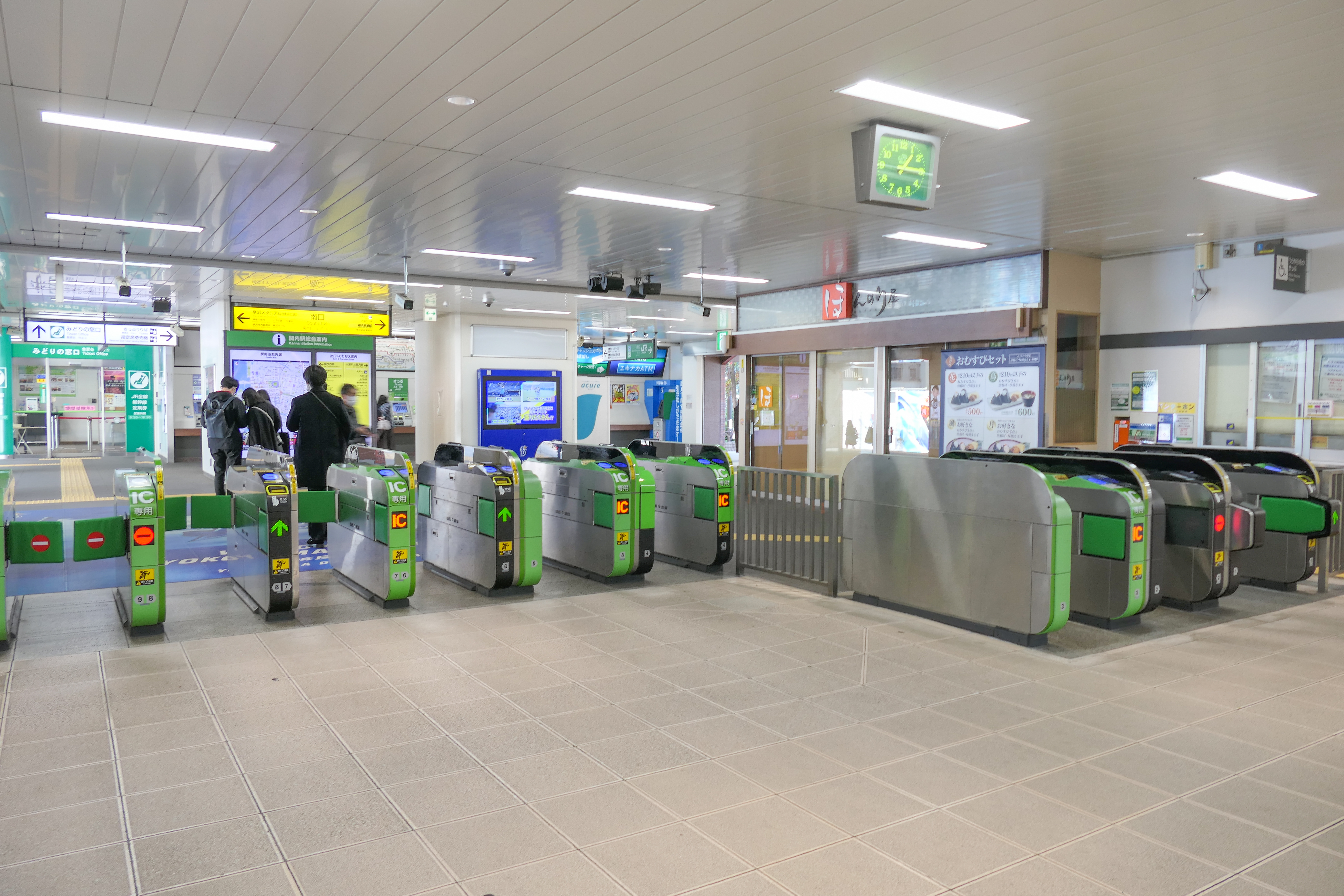
南驗票口（2023年1月）
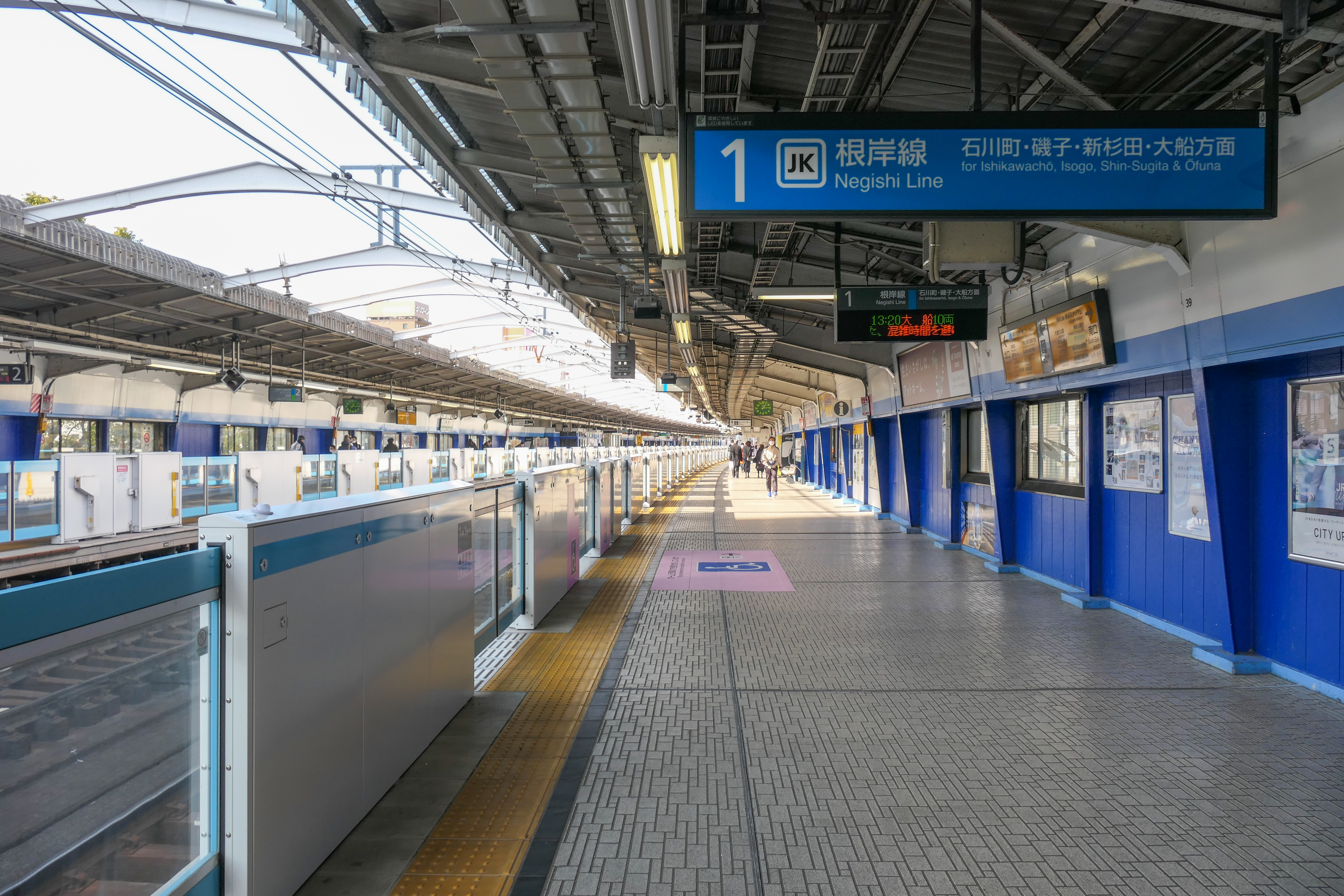
1號月台（2023年1月）
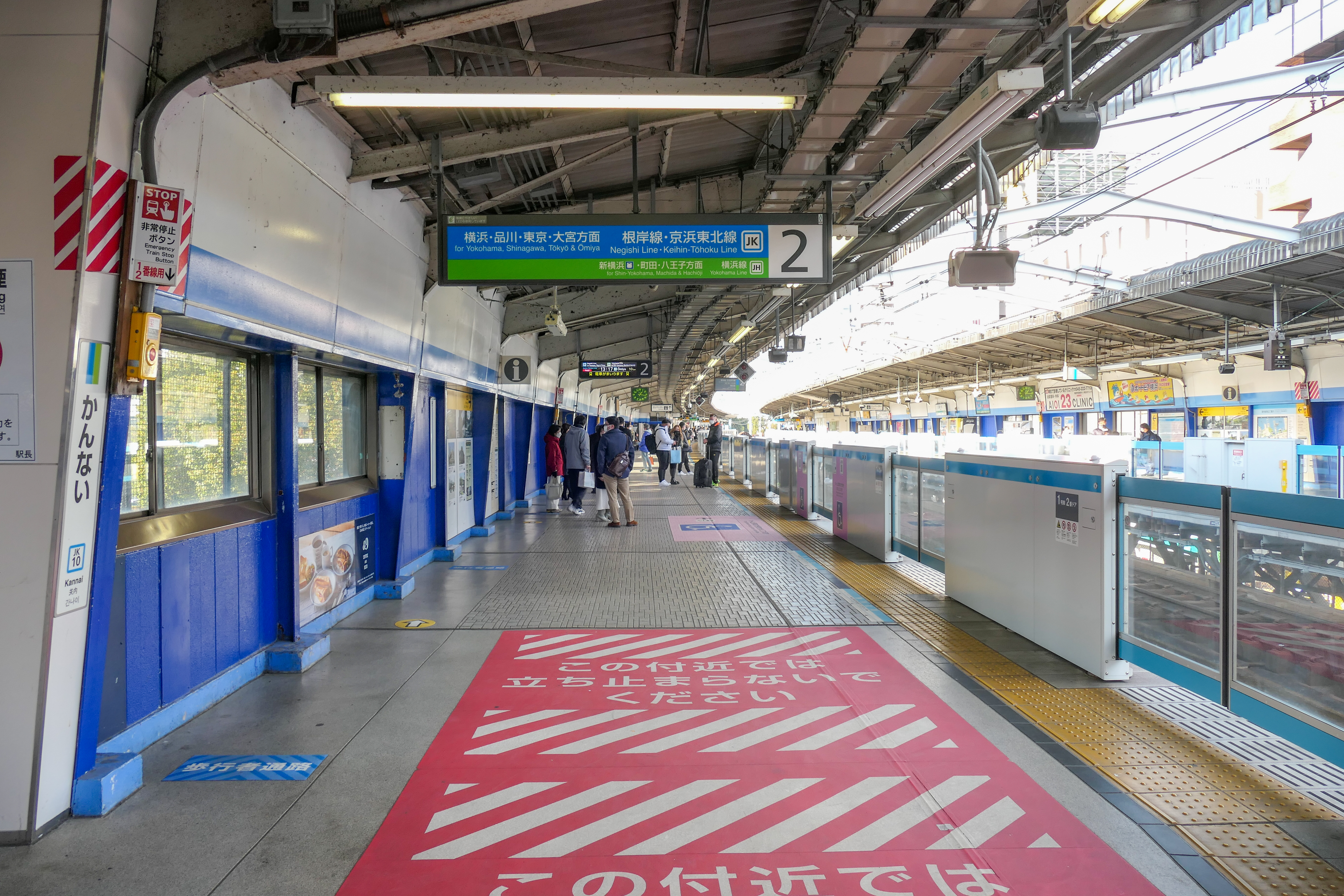
2號月台（2023年1月）

#### 發車音樂
本站是日本職棒橫濱DeNA海灣之星主場橫濱球場的最近車站，2011年6月2日至10月23日將發車音樂改海灣之星球團歌《熱き星たちよ》（北行月台使用歌曲開頭部分，南行月台使用副歌部分）。2012年球季期間再次變更發車音樂，2013年3月29日起成為正式發車音樂。同樣使用《熱き星たちよ》的車站還有橫濱高速鐵道港未來線日本大通站、京濱急行電鐵本線追濱站。

### 橫濱市交通局
本站為島式月台1面2線，2層構造的地底車站。2005年10月1日起導入副站名「List總部前」。月台在電車到站時的廣播還會加入「橫濱市廳舍前」。
本站為站長所在站。管理關內管區櫻木町 - 阪東橋間。
過去3號線計畫從本站往山下町方向延伸，因此本站設計成2層構造方向別月台。現在，薊野方向月台僅使用一條線路，另一條作為夜間的留置線或是新型車輛試乘會時使用。現在月台已加上柵欄，無法上下車。計畫中止後，湘南台方向月台1號線在之後的改良工程中撤除，並成為月台的一部份。因此月台構造與東京地下鐵半藏門線住吉站月台類似。
平成29年8月上旬至平成31年度進行內裝、廁所等改良工程。
2012年4月3日起，橫濱DeNA海灣之星應援歌《熱き星たちよ》成為月台發車音樂。

#### 月台配置
| 月台 | 路線                     | 目的地                   |
| ---- | ------------------------ | ------------------------ |
| 2    | 藍線                     | 上大岡、湘南台方向       |
| 3    | （封閉中、只限列車存放） | （封閉中、只限列車存放） |
| 4    | 藍線                     | 橫濱、薊野方向           |

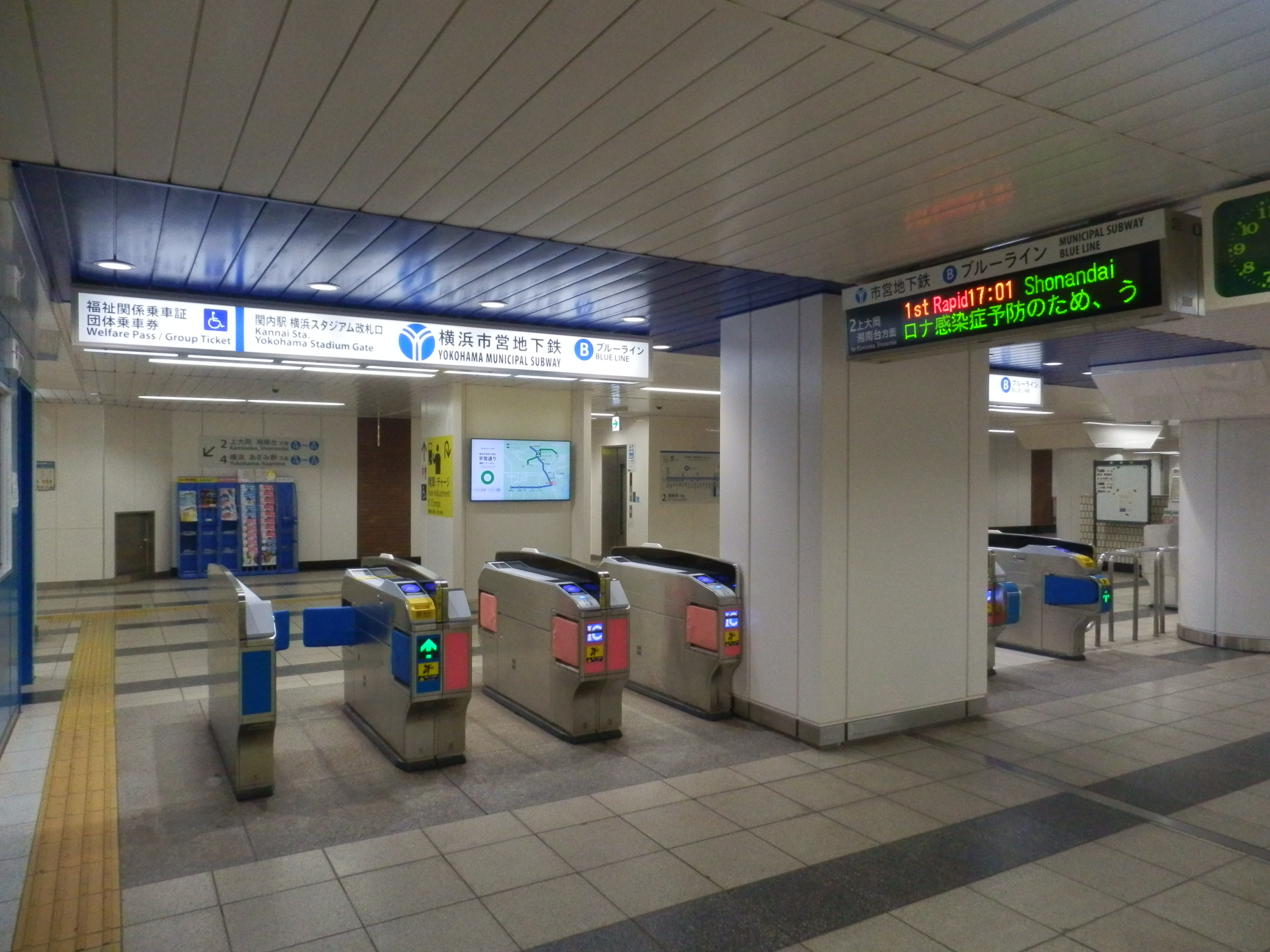
往橫濱球場方向的方向的檢票口（2020年9月）
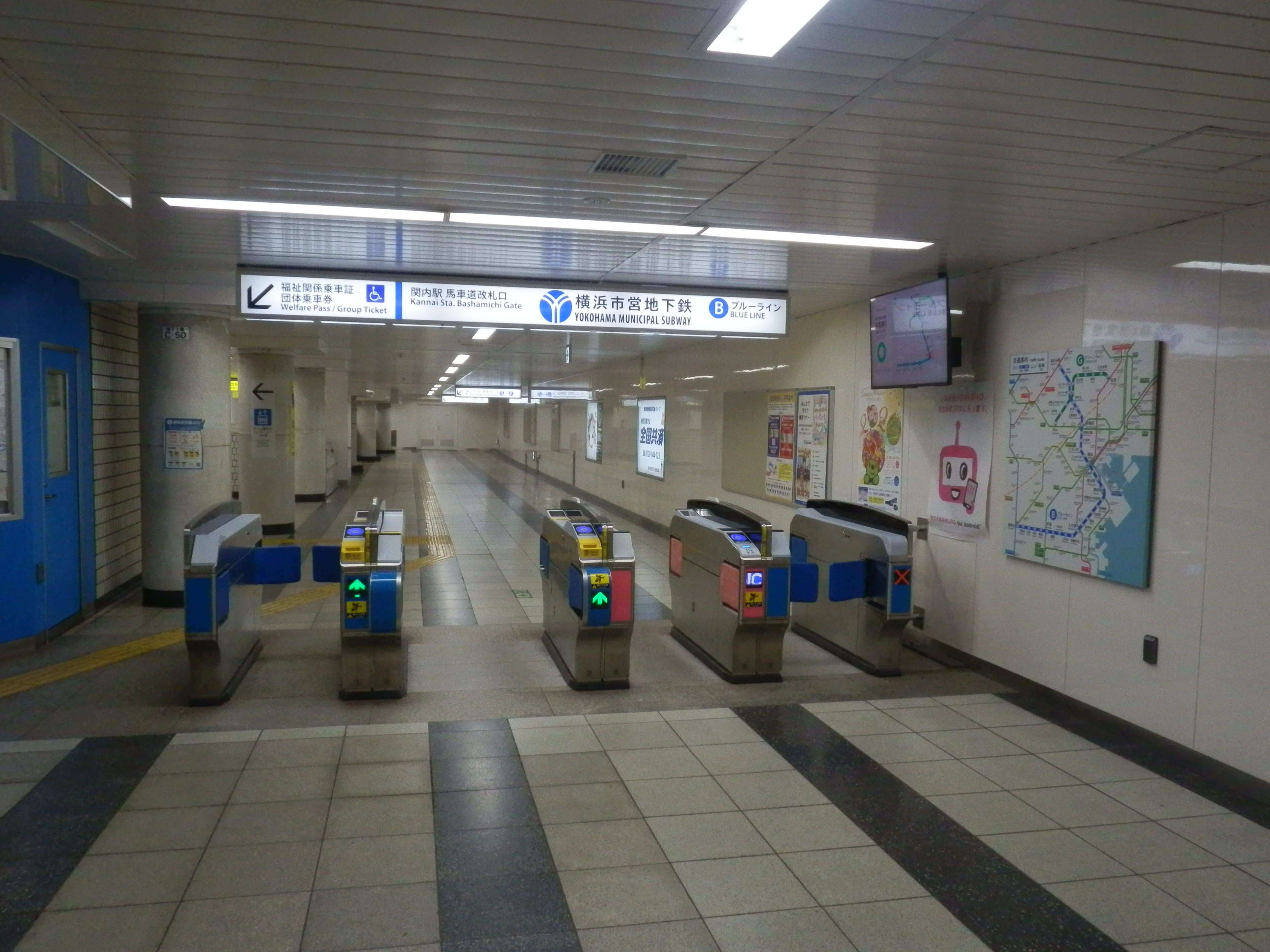
往馬車道方向的檢票口（2020年9月）
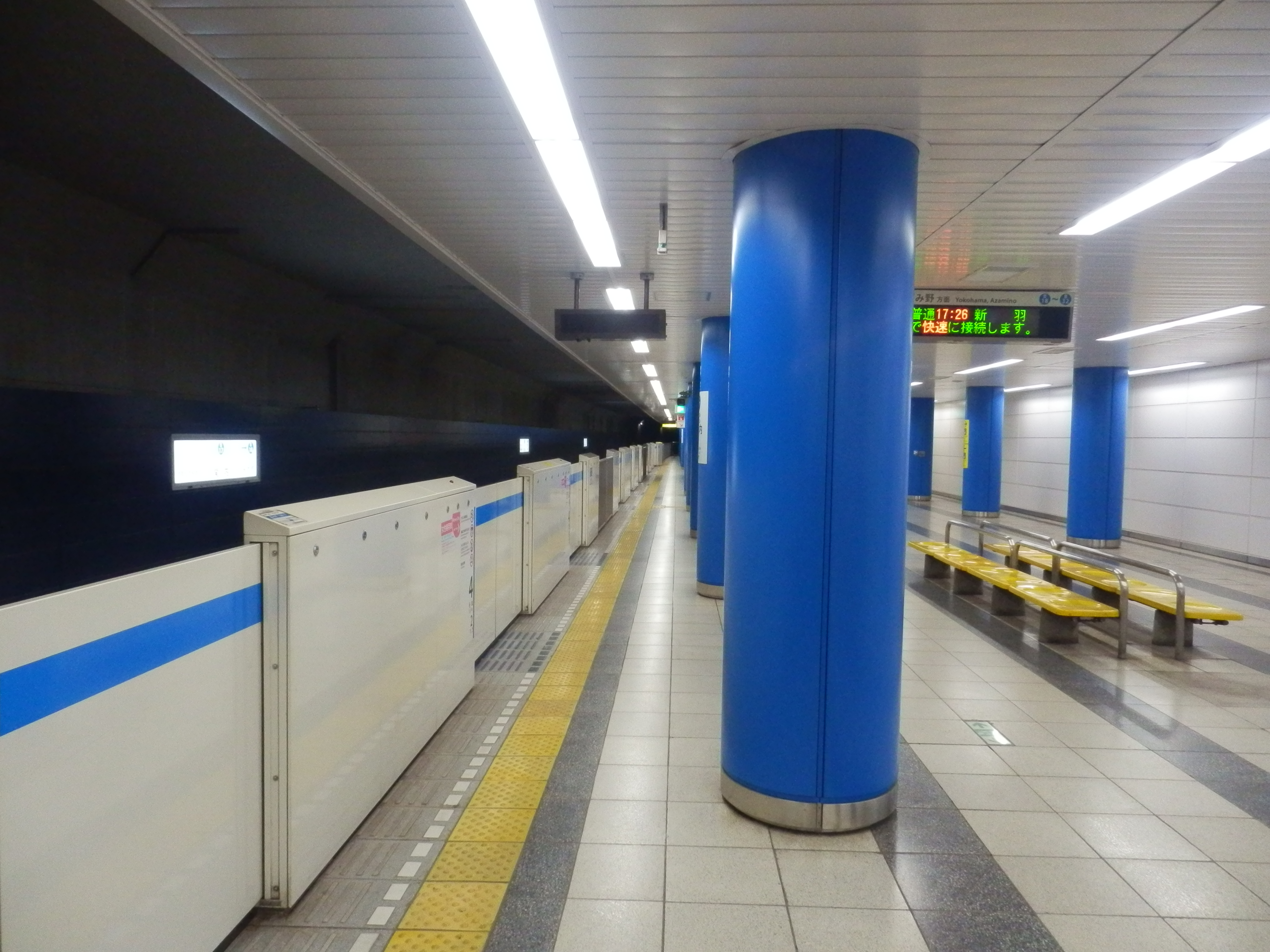
月台（2020年9月）

## 電影取景地
《大搜查線》的外傳電影《交渉人真下正義》在拍攝期間，本來要借用東京地下鐵的多個車站拍攝，但東京都交通局考慮到易讓人想起1995年發生的東京地鐵沙林毒氣事件而否決申請。劇組因此只能向日本全國多個地下鐵申請拍攝，其中片中虛構的「八重洲線赤坂見附站」是在關內車站的月台取景拍攝。電影於2005年5月7日上映。

## 利用狀況
- JR東日本 - 2019年度的1日平均上車人次為55,299人[利用客数 1]。
JR東日本全體次於茅崎站排行第88位。
- 橫濱市交通局 - 2017年度的1日平均上下車人次為45,045人[乗降データ 1]。

### 各年度1日平均上下車人次
近年的1日平均上下車人次推移如下表。
| 年度               | 橫濱市交通局       | 橫濱市交通局 |
| 年度               | 1日平均 上下車人次 | 增長率       |
| ------------------ | ------------------ | ------------ |
| 1999年（平成11年） | 43,868             |              |
| 2000年（平成12年） | 43,856             | 0.0%         |
| 2001年（平成13年） | 43,989             | 0.3%         |
| 2002年（平成14年） | 42,900             | −2.5%        |
| 2003年（平成15年） | 42,338             | −1.3%        |
| 2004年（平成16年） | 40,780             | −3.7%        |
| 2005年（平成17年） | 41,428             | 1.6%         |
| 2006年（平成18年） | 41,942             | 1.2%         |
| 2007年（平成19年） | 40,835             | −2.6%        |
| 2008年（平成20年） | 44,974             | 10.1%        |
| 2009年（平成21年） | 46,342             | 3.0%         |
| 2010年（平成22年） | 44,499             | −4.0%        |
| 2011年（平成23年） | 43,972             | −1.2%        |
| 2012年（平成24年） | 43,488             | −1.1%        |
| 2013年（平成25年） | 45,538             | 4.7%         |
| 2014年（平成26年） | 45,653             | 0.3%         |
| 2015年（平成27年） | 46,429             | 1.7%         |
| 2016年（平成28年） | 44,928             | −3.2%        |
| 2017年（平成29年） | 45,045             | 0.3%         |
| 2018年（平成30年） | 46,156             | 2.5%         |

### 各年度1日平均上車人次（1979年 - 2000年）
近年1日平均上車人次推移如下表。
| 年度               | JR東日本 | 橫濱市營 地下鐵 | 來源               |
| ------------------ | -------- | --------------- | ------------------ |
| 1979年（昭和54年） |          | 18,597          |                    |
| 1980年（昭和55年） |          | 20,140          |                    |
| 1981年（昭和56年） |          | 22,184          |                    |
| 1982年（昭和57年） |          | 22,496          |                    |
| 1983年（昭和58年） |          | 23,523          |                    |
| 1984年（昭和59年） |          | 23,844          |                    |
| 1985年（昭和60年） |          | 26,231          |                    |
| 1986年（昭和61年） |          | 24,995          |                    |
| 1987年（昭和62年） |          | 25,828          |                    |
| 1988年（昭和63年） |          | 26,592          |                    |
| 1989年（平成元年） |          | 25,486          |                    |
| 1990年（平成02年） |          | 25,343          |                    |
| 1991年（平成03年） | 67,035   | 25,244          |                    |
| 1992年（平成04年） | 68,843   | 24,094          |                    |
| 1993年（平成05年） | 68,771   | 24,601          |                    |
| 1994年（平成06年） | 67,713   | 23,777          |                    |
| 1995年（平成07年） | 66,798   | 23,244          | [ 乗降データ 2 ]   |
| 1996年（平成08年） | 65,515   | 22,967          |                    |
| 1997年（平成09年） | 65,065   | 22,413          |                    |
| 1998年（平成10年） | 65,875   | 21,529          | [ 神奈川県統計 1 ] |
| 1999年（平成11年） | 63,568   | 21,461          | [ 神奈川県統計 2 ] |
| 2000年（平成12年） | 61,584   | 21,732          | [ 神奈川県統計 2 ] |

### 各年度1日平均上車人次（2001年以後）
| 年度               | JR東日本 | 橫濱市營 地下鐵 | 來源                |
| ------------------ | -------- | --------------- | ------------------- |
| 2001年（平成13年） | 61,243   | 21,578          | [ 神奈川県統計 3 ]  |
| 2002年（平成14年） | 60,437   | 21,044          | [ 神奈川県統計 4 ]  |
| 2003年（平成15年） | 60,479   | 20,825          | [ 神奈川県統計 5 ]  |
| 2004年（平成16年） | 56,111   | 20,008          | [ 神奈川県統計 6 ]  |
| 2005年（平成17年） | 56,273   | 20,274          | [ 神奈川県統計 7 ]  |
| 2006年（平成18年） | 57,696   | 20,532          | [ 神奈川県統計 8 ]  |
| 2007年（平成19年） | 57,304   | 20,167          | [ 神奈川県統計 9 ]  |
| 2008年（平成20年） | 57,410   | 22,356          | [ 神奈川県統計 10 ] |
| 2009年（平成21年） | 56,986   | 23,095          | [ 神奈川県統計 11 ] |
| 2010年（平成22年） | 55,270   | 22,184          | [ 神奈川県統計 12 ] |
| 2011年（平成23年） | 55,610   | 21,948          | [ 神奈川県統計 13 ] |
| 2012年（平成24年） | 55,725   | 21,714          | [ 神奈川県統計 14 ] |
| 2013年（平成25年） | 55,305   | 22,733          | [ 神奈川県統計 15 ] |
| 2014年（平成26年） | 54,177   | 22,815          | [ 神奈川県統計 16 ] |
| 2015年（平成27年） | 54,975   | 23,208          | [ 神奈川県統計 17 ] |
| 2016年（平成28年） | 55,064   | 22,404          | [ 神奈川県統計 18 ] |
| 2017年（平成29年） | 55,586   | 22,464          |                     |
| 2018年（平成30年） | 55,592   | 23,003          |                     |
| 2019年（令和元年） | 55,299   |                 |                     |

## 車站周邊
本站周邊地區（關內、關外地區）是橫濱市雙都心之一的「橫濱都心」之一。
- 橫濱市役所
- 中區役所
- 橫濱中華街
- 神奈川中小企業中心
- 橫濱市市民文化會館 （關內會館（日语：関内ホール））
- 橫濱文化體育館
- 橫濱媒體、商業中心
  - 神奈川新聞（日语：神奈川新聞）本社
  - 神奈川電視台 (tvk) 本社
- 橫濱公園
  - 橫濱球場
- 橫濱7th AVENUE（日语：横浜 7th AVENUE）（Livehouse）
- 大通公園（日语：大通り公園）
- 伊勢佐木商店街（日语：伊勢佐木町）
  - Cattleya plaza伊勢佐木（日语：カトレヤプラザ伊勢佐木） - 該地原為橫濱松坂屋[15]。松坂屋時代，出道前的歌唱團體柚子常在店前一帶表演。店前設有紀念碑[16]。
  - 有隣堂本店[17]
  - EXCEL伊勢佐木（日语：エクセル伊勢佐木）[18]
- Marinard地下街（日语：マリナード地下街）
- CERTE（購物中心）
- 國道16號
- 天吉（天婦羅店，是南方之星成員原由子老家。）
- 橫濱紅磚倉庫（本站步行約15分）
- 馬車道（日语：馬車道 (横浜市)）
- 港未來線馬車道站、日本大通站

## 巴士路線
巴士站牌設於路旁。

### 關內站北口
北口西側、新橫濱通對向。
- 橫濱市營巴士
  - 〔32〕往保土谷車庫（日语：横浜市営バス保土ヶ谷営業所）前（經久保山、保土谷站東口）
  - 〔79〕往平和台折返場

※平日早晨與傍晚不經本站。

### 羽衣町
北口西側、穿過新橫濱通後的國道16號上。
- 橫濱市營巴士、神奈川中央交通（日语：神奈川中央交通）、橫濱京急巴士、相鐵巴士（日语：相鉄バス）
  - 東向乘車處
    - 〔110〕往橫濱站（經馬車道站前、櫻木町站）（橫濱京急）
    - 〔橫43、橫44、港61〕往橫濱站東口（同上）（神奈中）
    - 〔113〕往櫻木町站前（市營）
    - 〔327〕急行 往櫻木町站前（市營，僅平日早晨）
    - 〔船20〕往櫻木町站前（神奈中）
    - 〔旭4、濱4〕往櫻木町站（相鐵）
    - 〔32、79〕往關內站北口、日本大通站縣廳前（經市廳前）（市營）
    - 〔79〕往關內站北口、日本大通站縣廳前（經本町1丁目）（市營）
    - 〔2〕往港紅十字醫院（日语：横浜市立みなと赤十字病院）（市營）

  - 西向乘車處
    - 〔32〕往保土谷車庫前（經久保山、保土谷站東口）（市營）
    - 〔濱4〕往橫濱站西口（經元久保町）（相鐵）
    - 〔旭4〕往美立橋（經保土谷站東口）（相鐵）
    - 〔79〕往平和台折返場（市營）
    - 〔橫43、橫44、戶03〕往戶塚站東口（經井土谷）（神奈中）
    - 〔船20〕往大船站（經上大岡站）（神奈中）
    - 〔2〕往港南車庫（日语：横浜市営バス港南営業所）前（同上）（市營）
    - 〔港61〕往港南台站（同上）（神奈中）
    - 〔113〕往瀧頭（日语：横浜市営バス滝頭営業所）、磯子車庫（日语：横浜市営バス磯子営業所）前（市營）
    - 〔110〕往磯子站、杉田、杉田平和町（日语：横浜京急バス杉田営業所）（橫濱京急）

### 尾上町（地下鐵關內站）
東西方向乘車處在尾上町交差點東側（海側）、南北方向乘車處在同交差點南側（石川町側）。
- 橫濱市營巴士、神奈川中央交通、橫濱京急巴士、相鐵巴士
  - 東向乘車處
    - 〔110〕往橫濱站（經馬車道站前、櫻木町站）（橫濱京急）
    - 〔橫43、橫44、港61〕往橫濱站東口（同上）（神奈中）
    - 〔99、113〕往櫻木町站前（市營）
    - 〔327〕急行 往櫻木町站前（市營）
    - 〔船20〕往櫻木町站前（神奈中）
    - 〔旭4、濱4〕往櫻木町站（相鐵）
    - 〔戶03、東06〕往縣廳入口（神奈中）
    - 〔79〕往日本大通站縣廳前（市營）
    - 〔2〕往港紅十字醫院（市營）

  - 北向乘車處
    - 〔99〕往櫻木町站 （市營）
    - 〔101〕往保土谷車庫前（經櫻木町站、岡野町）（市營）
    - 〔105〕往橫濱站（經馬車道、櫻木町站）（市營）
    - 〔328〕急行 往橫濱站（經櫻木町站）（市營）
    - 〔106〕往保土谷站前、境木中學校（日语：横浜市立境木中学校）前（經櫻木町站、戶部站前）（市營）

  - 西向乘車處
    - 〔32〕往保土谷車庫前（經久保山、保土谷站東口）（市營）
    - 〔濱4〕往橫濱站西口（經元久保町）（相鐵）
    - 〔旭4〕往美立橋（經保土谷站東口）（相鐵）
    - 〔79〕往平和台折返場（市營）
    - 〔橫43、橫44、戶03〕往戶塚站東口（經井土谷）（神奈中）
    - 〔船20〕往大船站（經上大岡站）（神奈中）
    - 〔2〕往港南車庫前（同上）（市營）
    - 〔港61〕往港南台站（同上）（神奈中）
    - 〔113〕往滝頭、磯子車庫前（市營）
    - 〔110〕往磯子站、杉田、杉田平和町（橫濱京急）

  - 南向乘車處
    - 〔32〕往關內站北口、日本大通站縣廳前（市營）
    - 〔79〕往關內站北口（市營）
    - 〔99〕往磯子車庫（本牧、根岸站）（市營）
    - 〔101〕往根岸站（經間門）（市營）
    - 〔105〕往本牧車庫（日语：横浜市営バス本牧営業所）前（經大鳥中學校前）（市營）
    - 〔106〕往本牧車庫前（經本牧三溪園前）（市營）

※99系統以北向→東向（往櫻木町站。往磯子車庫為西向→南向）的順序靠站。

### 站名由來
來自於此地的「關內地區」。

## 相鄰車站
東日本旅客鐵道（JR東日本）
 根岸線
■快速、■■各站停車（全部在根岸線內各站停車）
櫻木町（JK 11）－關內（JK 10）－石川町（JK 09）
 橫濱市營地下鐵
 藍線（1號線、3號線）
■快速
上大岡（B11）－關內（B17）－櫻木町（B18）
■普通
伊勢佐木長者町（B16）－關內（B17）－櫻木町（B18）

## 外部連結
- 車站資訊（關內）：東日本旅客鐵道
- 關內站 （页面存档备份，存于） - 橫濱市交通局